# (1147) Stavropolis
(1147) Stavropolis es un asteroide perteneciente al cinturón de asteroides descubierto el 11 de junio de 1929 por Grigori Nikoláievich Neúimin desde el observatorio de Simeiz en Crimea.
Está nombrado por Stávropol, ciudad rusa del Cáucaso.